# Oreské (district de Skalica)
Pour les articles homonymes, voir Oreské.
Oreské est un village de Slovaquie situé dans la région de Trnava.

## Histoire
Première mention écrite du village en 1392.

## Démographie

### Évolution de la population
| Année:               | 1994. | 2004.   | 2014.   | 2024.   |
| -------------------- | ----- | ------- | ------- | ------- |
| Nombre de personnes: | 334   | 348     | 379     | 387     |
| Différence:          |       | +4,19 % | +8,90 % | +2,11 % |

| Année:               | 2023. | 2024.   |
| -------------------- | ----- | ------- |
| Nombre de personnes: | 393   | 387     |
| Différence:          |       | -1,52 % |